# Send My Love (To Your New Lover)
A Send My Love (To Your New Lover) Adele angol énekes-dalszerző dala a 25 című harmadik stúdióalbumáról. A dalt Adele, Max Martin és Shellback írta, és az utóbbi kettő a produceri feladatokat is ellátta. A dalt először 2016. május 13-án küldték el a mainstream rádióknak, majd 2016. május 16-án az XL Recordings kiadta digitális formátumban az album harmadik kislemezeként. A Send My Love egy pop és R&B stílusú tempós, ritmikus hangzású dal, amelyet az énekesnő úgy ír le, mint egy „boldog vagyok, hogy elmentél” dalt, amelyet egy volt fiújának dedikált.
A Send My Love elnyerte a kritikusok elismerését, és a 25 megjelenése után számos nemzetközi slágerlistán szerepelt. Izlandon az első, az Egyesült Királyságban az ötödik, az Egyesült Államokban a nyolcadik, Kanadában pedig a tizedik helyen végzett. A hozzá készült, Patrick Daughters által rendezett videóklipet 2016. május 22-én mutatták be a 2016-os Billboard Music Awards-on. Ebben Adele fekete háttér előtt énekli a dalt, sok egymást átfedő felvételen. A videó a 2016-os MTV Video Music Awards-on A legjobb vizuális effektek kategóriában jelölést kapott.
Adele élőben először a Joe’s Pubban adta elő a dalt a 25-öt népszerűsítő iHeartRadio különkiadás alatt. A Send My Love (To Your New Lover) szerepelt Adele harmadik, Adele Live 2016 elnevezésű koncertturnéjának dallistáján, valamint előadta a 2016-os Glastonbury-n is.

## Háttér és megjelenés

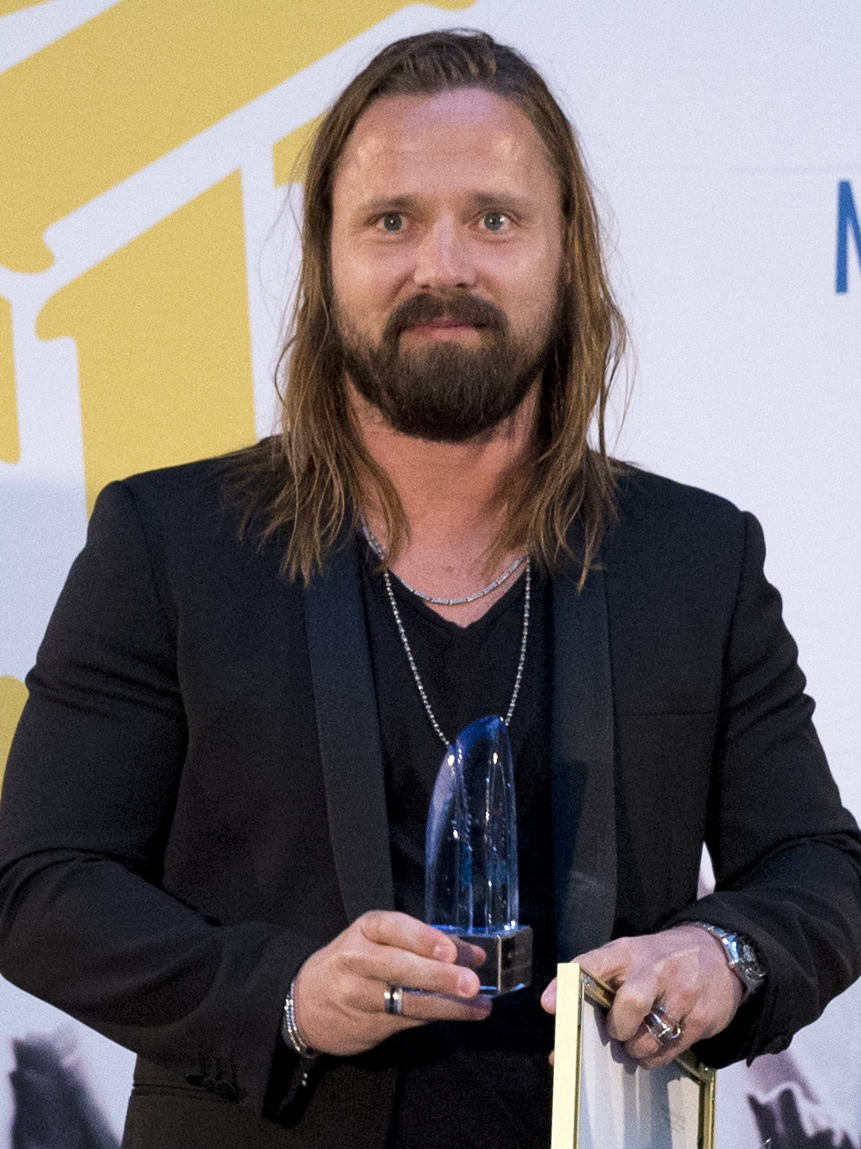
Max Martin társszerzője és társproducere a dalnak

Miután Adele és Ryan Tedder eredménytelen felvételi munkálatai után végül ihletet éreztek, egy munkamenet során megírták a Remedy című számot. Később a pár elment ebédelni, ahol meghallották Taylor Swift amerikai énekes-dalszerző 2012-es kislemezét, az I Knew You Were Trouble-t; Adele-nek azonnal megtetszett a dal. Tedder elárulta Adele-nek, hogy a dal producere Max Martin volt, és részleteket küldött neki a munkáiból. Nem sokkal ezután Adele érdeklődését fejezte ki, hogy szeretne együtt dolgozni Martinnal, akiről korábban még sosem hallott; a páros később találkozott egymással a stúdióban. Adele egy tizenhárom éves korában írt dal vázát dolgozta át, amelyet Amy Winehouse Frank (2003) című albumának megjelenése inspirált. Martin Londonba utazott és Adele megmutatta neki a meglévő gitárriffet, és a duó gitáron fejezte be a számot. Adele így kommentálta az együttműködést: „Max Martin, képes lennék vele örökké együtt lógni. Annyira csodálatos, kedves, vicces, nagylelkű, melegszívű és gondoskodó. Ő egy igazán csodálatos ember.” Azt is mondta, hogy a szám „egy kicsit mókás”, és elárulta: „Nem kell mindig sötétnek lenned”.
A Send My Love (To Your New Lover) című dalt Adele, Max Martin és Shellback írta, és az utóbbi kettő a produceri feladatokat is ellátta. Adele gitározott és Martin mellett háttérvokálokat biztosított, míg Shellback az ütőhangszereken játszott és a programozásért felelt. A hangmérnöki munkát Michael Ilbert végezte, a keverést pedig Serban Ghenea végezte a Virginia Beach-i MixStar stúdióban. A számot két stúdióban vették fel: a stockholmi MXM Studios-ban és a londoni Eastcote Studios-ban. Az utolsó pillanatban Adele megváltoztatta a dal címét a We Ain’t Kids No More-ról Send My Love (To Your New Lover)-ra, ezzel magyarázva: „Különben akár úgy is hívhatnád a kib*szott albumot, hogy ’Old”.
Eredetileg úgy hírlett, hogy a dal lesz az album első kislemeze, azonban a Hello-t választották helyette, mivel a Send My Love (To Your New Lover) nem „testesítette meg igazán Adele tervezett ambícióit a 25-tel”. A Hello sikere után a Billboard 2015. november 26-án cikket írt arról, hogy mi lesz a 25 következő kislemeze, és a When We Were Youngot vagy a Send My Love (To Your New Lover)-t javasolta, és végül az előbbi jelent meg. Végül a Send My Love (To Your New Lover) című dalt az iHeartRadio megerősítette az album harmadik kislemezeként, és 2016. május 16-án jelent meg olyan digitális szolgáltatásokon keresztül, mint az iTunes, Spotify, Amazon Prime és mások. Ugyanezen a napon a dalt a hot adult contemporary rádiók, majd egy nappal később a contemporary sláger rádiók is műsorukra tűzték.

## Kompozíció és dalszöveg
A Send My Love (To Your New Lover) egy pop és R&B dal, „visszafogott, megspékelt elektronikus ütemmel”. A Water Under the Bridge című dallal együtt egyike az album kevés pörgősebb számainak. Van „egy kis calypso hangulata”, és „egy majdnem afrikai hangzású gitárszóló köré épül”. Megjegyezték, hogy hangzása más ritmusú, „megkülönböztethető a lemez többi részétől”. A Send My Love (To Your New Lover) „lendületes, popos, ritmikus” hangzását Taylor Swift munkásságához hasonlították, leginkább az 1989 (2014) című albumáról. A szám Adele egy kóbor stúdió megjegyzésével kezdődik – 'Csak a gitár. O.K., cool' – amit körülbelül egy perc akusztikus gitár és „kézzel játszott ütőhangszerek” követnek. Később „megérkezik a sokrétegű harmóniavokál és a teljesebb hangszerelés”, míg a „felcsendülő refrén” Adele-t „vidám gúnyolódásra” készteti. Amanda Petrusich a Pitchforktól megjegyezte, hogy Martin „valami rejtélyes belső kadenciára támaszkodik, szótagokat vág le, mint egy csukladozó költő, Adele énekében: 'Send-my-love/ To-your-new/ Luh-uh-ver'.” Az MXM Music AB által a Musicnotes.com-on közzétett kotta szerint a Send My Love (To Your New Lover)  D-dúr hangnemben, 82 ütem/perc tempóval készült. A versszakokban az akkordok a D és a Bm között váltakoznak. Adele éneke az A3-as alsó hangtól a D5-ös felső hangig terjed.
Szövegileg a dal egy búcsúdal, amely a megbocsátás és a lezárás érdekében az egykori szeretővel szembeni igazságosságról szól. Az elején Adele egy korábbi kapcsolata végét siratja, és elmeséli, hogy a volt szerelme milyen dolgokat tett, amivel megbántotta őt a kapcsolat során. A dal előrehaladtával azonban megbocsát volt párjának, bevallja, hogy tovább fog lépni rajta, ami a „I’m giving you up / I’ve forgiven it all / You set me free, oh” sorokban hallható. A dal refrénje alatt jó kívánságokat és áldást küld neki az új kapcsolatához: „Send my love to your new lover / Treat her better / We gotta let go of all our ghosts / We both know we ain’t kids no more”. Petrusich hozzátette, hogy „van a viszonzatlan szerelem, de van a szerelem, ami megváltozik; [...] Ez az a szerelem, amiről Adele énekel, az a fajta, ahol nincs mit tenni, csak beletörődni”. A The Guardiannek adott interjújában Adele a számot „rohadj meg meg dalnak” nevezte egy volt pasijához, akivel a 21 című albumát ihlető srác és férje, Simon Konecki között járt. Adele úgy írja le, mint egy „boldog vagyok, hogy elmentél” dal, és megjegyezte, hogy a nyitó sor, ahol azt énekli, hogy „This was all you/ none of it me” „rohadtul beteg”. A The Guardian egyik írója úgy vélte, hogy ez egy dühös „bosszúdal”, hasonlóan Gloria Gaynor I Will Survive (1978) és Beyoncé Irreplaceable (2006) című dalához.

## A kritikusok értékelései
Mark Savage, a BBC News munkatársa a Send My Love (To Your New Lover) című dalt „fürge pop/R&B dalnak” nevezte, és azt írta, hogy „a sztár friss, játékos oldalát mutatja”. Rob Garratt a The National-től úgy jellemezte a dalt, mint egy „pattogó pop ékszert”, és úgy vélte, hogy „beleillik abba a klasszikus pop hagyományba, hogy a visszautasítást szerelmes szemrehányássá alakítja át”. A The Hindu egyik írója pozitív kritikájában a számot „vidám dalnak”, és „egy olyan ’én úgy örülök, hogy elmentél’” számnak nevezte. Mikael Wood, a Los Angeles Times munkatársa „a pimaszság üdvözlendő villanásának” nevezte a dalt. A Consequence of Sound írója, Steven Arroyo a Someone like You vidámabb „szentimentális unokatestvérének” nevezte. Alex Kritselis, a Bustle írója a dalról írt részletes kritikájában az album egyik „fő fénypontjának” nevezte, „über-befogadó pop refrénjével”. Kifejtette továbbá, hogy a dalszövegek az énekesnő „érzelmi fejlődését” mutatják be, mivel érettebbek és együttérzőbbek, mint a korábbi albumokon szereplő munkák. Kadeen Griffiths ugyanettől a magazintól úgy vélekedett, hogy a dal a„ hangzásbeli megfelelője annak, ahogy Adele középső ujját dobja annak a szerencsétlen fickónak, aki elkövette azt a hibát, hogy rosszat tett a dalszerzőnek”.
Maeve McDermott és Patrick Ryan, a USA Today munkatársai a Send My Love (To Your New Lover) című dalt felvették a 2015-ös év 50 legjobb dalának listájára. McDermott azt írta, hogy „ez a dal a karrierje legérdekesebbjei közé tartozik”, és Elizabeth Fraser műveihez hasonlította. Michael Arceneaux, a Complex munkatársa úgy vélte, hogy a szám a legkevésbé szomorú dal a 25-ön, és hozzátette: „Kicsit melankolikus, de van benne egy kis táncra késztető produkció”. Tony Manfred, a Business Insider munkatársa megjegyezte, hogy a dal eltávolodik Adele korábbi munkáitól, és azt írta, hogy „úgy gázol bele a kortárs popzene vizébe, mint még soha”. Nick Messitte a Forbes-tól pozitív kritikát adott a dalról: „Megvan benne a kegyelem, hogy elítéljen egyéneket anélkül, hogy lesüllyedne a szintjükre; büszkélkedik a nosztalgiával – nem utolsósorban egy 2013-ban népszerűsített hangzással”, és úgy érezte, hogy Adele nem hagyta, hogy Max Martin elnyomja az érzékenységét. Josh Duboff, a Vanity Fair munkatársa a Send My Love (To Your New Lover) című dalt „a legpoposabb dalnak nevezte, amit Adele valaha is rögzített”, és a 25 album „áttörő dalának” nevezte.
Stephen Thomas Erlewine az AllMusic-tól az album egyik csúcspontjának választotta, de megjegyezte, hogy a dal „elhervad, ha a Rolling in the Deep ütőerejéhez hasonlítjuk”. T. Cole Rachel a Spin-től úgy jellemezte, hogy „egy pimasz popos odaszólás, amely a lemez kevés átütően vidám pillanatainak egyikét nyújtja, [csak ezen] Adele humorérzékét pillanthatjuk meg”. Lewis Corner a Digital Spy-tól úgy vélte, hogy „ez a legpoposabb, amit Adele valaha is énekelt. [...] Figyelemre méltóan lendületes egy Adele-albumhoz képest, de a 27 éves énekesnő megható hangszíne miatt tele van tartalommal”. Chris Gerard, a PopMatters munkatársa szerint „egy lendületes popdal elektronikus ütemekkel és Adele erős énekével, amely a ritmussal együtt emelkedik és süllyed. [...] Adele egyértelműen próbál többet kísérletezni a top 40 fényűző pop birodalmában, és ez mindenképpen egy méltó ötlet, hogy kipróbáljon valami mást. Néhányan talán panaszkodnak emiatt, de hagyjuk őket. Nincs semmi baj a nagyszerű popzenével, és a Send My Love (To Your New Lover) tagadhatatlanul attitűddel rendelkezik, és olyan fülbemászó, hogy biztosan kiválasztják majd kislemezként.”
A Billboard a Send My Love (To Your New Lover) című dalt a 26. helyre sorolta a 2016-os 100 legjobb popdal listáján: „A túlságosan nyersnek tűnő lendületességgel Adele ismét megtalálja az egyensúlyt a méltatlan exszel szembeni passzív agresszió („Send my love to your new lover/ Treat her better”) és a bocsánatkérés nélküli igazmondás („I’m giving you up/ I’m forgiving it all/ You set me free”) között.”

## Kereskedelmi teljesítmény
A Send My Love (To Your New Lover) kislemezként való megjelenése előtt több listán is szerepelt. A 25 megjelenését követően az ARIA Singles Chart 88. helyén debütált. Később, 2016. június 5-én a 30. helyen debütált, majd hét héttel később a 13. helyen érte el a csúcsot, ahol négy egymást követő héten keresztül maradt. Az Ö3 Austria Top 40-es listáján 2015. december 4-én az 56. helyen szerepelt, és a 14. helyen érte el a csúcsot. A Send My Love (To Your New Lover) Finnországban a 14. helyen debütált a zenei listákon, míg Franciaországban a 64. helyen debütált a kislemezként való kiadás előtt, és a 45. helyig jutott, amikor hivatalosan megjelent. A hivatalos német slágerlistán a dal a 94. helyen lépett be, és a 31. helyig emelkedett. Spanyolországban a dal elérte a 45. helyet a spanyol kislemezlistán. Az Egyesült Királyságban a 112. helyen debütált a UK Singles Charton és a 18. helyen a UK Indie Charton; később az ötödik, illetve az első helyet érte el. Skóciában is a negyedik helyen állt a 2016. július 8-i listán.
Az Egyesült Államokban a Send My Love (To Your New Lover) a 2015. december 12-i Billboard Hot 100 slágerlistán a 79. helyen debütált, de a következő héten lekerült róla. A videóklip megjelenését követően a dal a 2016. június 11-i számban új csúcspozícióban, a 26. helyen került vissza a slágerlistára, és 55 000 példányban kelt el azon a héten, ezzel Adele kilencedik top 40-es slágerévé vált a listán. Ezeknek az eladásoknak köszönhetően a dal a 13. helyen került vissza a digitális dalok listájára. A dal a 2016. augusztus 13-i kiadásban a kilencedik, majd a 2016. szeptember 24-i kiadásban a nyolcadik helyig jutott, és ezzel Adele hatodik top 10-es slágere lett (és a második a 25-ről a Hello után). A dal az Adult Top 40 és az Adult Contemporary slágerlisták élére került, és Adele negyedik első helyezettje lett az Adult Pop Songs listán, valamint ötödik első helyezettje az Adult Contemporary listán. Ezzel Taylor Swifttel közösen az évtized legtöbb dalával szerepeltek az Adult Contemporary listán. A dal a popdalok listájának első helyére is felkerült, ez lett összességében a negyedik dala, és a második a 25 című albumáról. A dal a Canadian Hot 100-as listán a 79. helyen nyitott, később pedig a 11. helyig jutott. A dél-koreai Gaon Music Charton a 23. helyen végzett. Új-Zélandon a dal rögtön a top tízben debütált, a nyolcadik helyen, és a negyedik helyen tetőzött, ahol három egymást követő héten át maradt, és Adele ötödik top ötös slágere lett.

## Videóklip

### Kidolgozás és megjelenés
A dal videóklipjét Londonban forgatta Patrick Daughters amerikai rendező. Adele egy 2016 áprilisi stockholmi koncertjén beszélt róla a közönségnek, mondván, hogy ez egy táncos videó, amely során „minden... gátlását” elveszítette. Az Entertainment Weeklynek a videó forgatásáról beszélve Daughters megjegyezte, hogy „nincs semmilyen vágás a videóban... de bizonyos értelemben, ahogy sokszor megnézed a videót, elkezded a saját szerkesztésedet elvégezni, mert az előadásának különböző rétegeire koncentrálsz”. A vizuális anyag fő gondolata az volt, hogy Adele előadására koncentráljon; a koncepciót a dal egyik sora adta, amely arról szól, hogy „el kell engedni az ő [Adele] kísérteteit”. A videóhoz tizenkét felvétel készült, amelyeket végül mindegyiket egy felvételben egyesítettek; mindegyik során Adele más-más mozdulattal fejezte ki érzelmeit. A rendező egy interjúban részletezte:
„Megvizsgáltuk a dalt, az énekének különböző rétegeit, ez volt az egyik módja annak, hogy megközelítsünk néhány réteget. Néhányat egy olyan helyen csináltunk, ami érzelmileg frissebb volt. Aztán volt néhány olyan felvétel, ami egy kicsit inkább arról szólt, amiről a dalok szólnak, hogy elengedjük ezeket a dolgokat, és túllépünk rajtuk, és inkább ünnepélyesek voltunk. Miután volt néhány, amivel igazán elégedettek voltunk, elkezdtünk játszani az érzelmekkel, a felvételen uralkodó érzelmekkel, és egy másik olvasattal is.”
A videó rövid kedvcsinálója 2016. május 16-án jelent meg az énekesnő Twitter-profilján. A premier május 22-én volt a 2016-os Billboard Music Awards-on, és nem sokkal később feltöltötték az énekesnő hivatalos Vevo fiókjára. A klipben az énekesnő egy fekete háttér előtt látható. A klip előrehaladtával több félig áttetsző felvétel jelenik meg az énekesnő párhuzamos táncáról, amelyek kaleidoszkópszerűen egymásra rétegződnek. The camera focuses on her facial expressions throughout. Adele egy Dolce & Gabbana által tervezett virágos, hosszú ujjú ruhát visel, amelyet saját maga választott ki, stylist vagy tervező segítsége nélkül. Úgy döntött, hogy kiemelkedjen a mögötte lévő sötét háttérből. Emellett úgy választotta, hogy „áramoljon” a mozdulataihoz.

### Fogadtatás
A videót Jackie Strause és Keely Wold, a The Hollywood Reporter munkatársai „trükkösnek és vidámnak” nevezték, és megjegyezték, hogy az énekesnő bensőségesen énekel a kamerának. Anna Gaca megjegyezte, hogy egyszerű koncepció állt mögötte – „több, félig átlátszó kép Adele-ről, amint énekel és táncol egy elegáns Dolce & Gabbana ruhában, amelyet túlméretezett rózsák borítanak”. Erin Coulehan, a Salon weboldal munkatársa nagyon pozitívan nyilatkozott a klipről, megjegyezve, hogy a kaleidoszkópos effektek a „zavarodottság, frusztráció és végül vigasztalás folyamatosan változó érzéseit” mutatják be, amin egy ember keresztülmegy, miután rájön, hogy a partnere egy másik szeretővel folytatja az életét, amit a dalszöveg is leír. Coulehan továbbá úgy vélte, hogy sokan tudnak azonosulni ezekkel az érzésekkel. Sasha Gefen, az MTV News munkatársa „pszichedelikusnak” nevezte és szerinte  „készen áll arra, hogy megdöntsön néhány YouTube-rekordot”. Josh Duboff, a Vanity Fair munkatársa úgy érezte, hogy a videó olyasmi, amit ritkán látni az énekesnőtől, és „összességében vidám, kaleidoszkópszerű élvezetnek” nevezte. Lindsay Kimble a People magazinnak írt cikkében dicsérte Adele-t, amiért egyszerű koncepciót választott a videóhoz, és a videó hatásait egy tükörteremhez hasonlította.
Shannon Carlin, a Bustle munkatársa méltatta a videó megjelenését, mondván, hogy az énekesnőnek sikerült eseményt csinálnia belőle a Billboard Music Awards-on való premierrel. Azt is dicsérte, hogy a nézők lehetőséget kaptak az énekesnő táncmozdulatainak megtekintésére. Evan Minsker és Noah Yoo a Pitchforktól megjegyezte, hogy az Adele-ről készült több felvétel hozzájárult a „kísérteties hatáshoz”. Maeve McDermott, az USA Today írója „bódító, virágos víziónak” nevezte. Alyssa Bailey, az Elle munkatársa azt írta, hogy a videó egyszerű koncepciója, a színekkel, az effektekkel, az énekesnő táncával és énekével együtt „gyönyörűvé” tette azt. Eliza Thompson a Cosmopolitantól megjegyezte, hogy akárcsak maga a dal, a klip is „abszolút gyönyörű”. Nash Jenkins a Time magazintól úgy érezte, hogy ez „nem sokkal több”, mint amit a részletben láthattunk, de „üdítőnek nevezte érettségét és minimalizmusát”. James Rettig a Stereogum weboldalról negatívabban nyilatkozott a klipről, mondván, hogy a sok lassan elhalványuló felvétel miatt úgy néz ki, mint egy „unalmasan szép képernyővédő”.

## Élő előadások

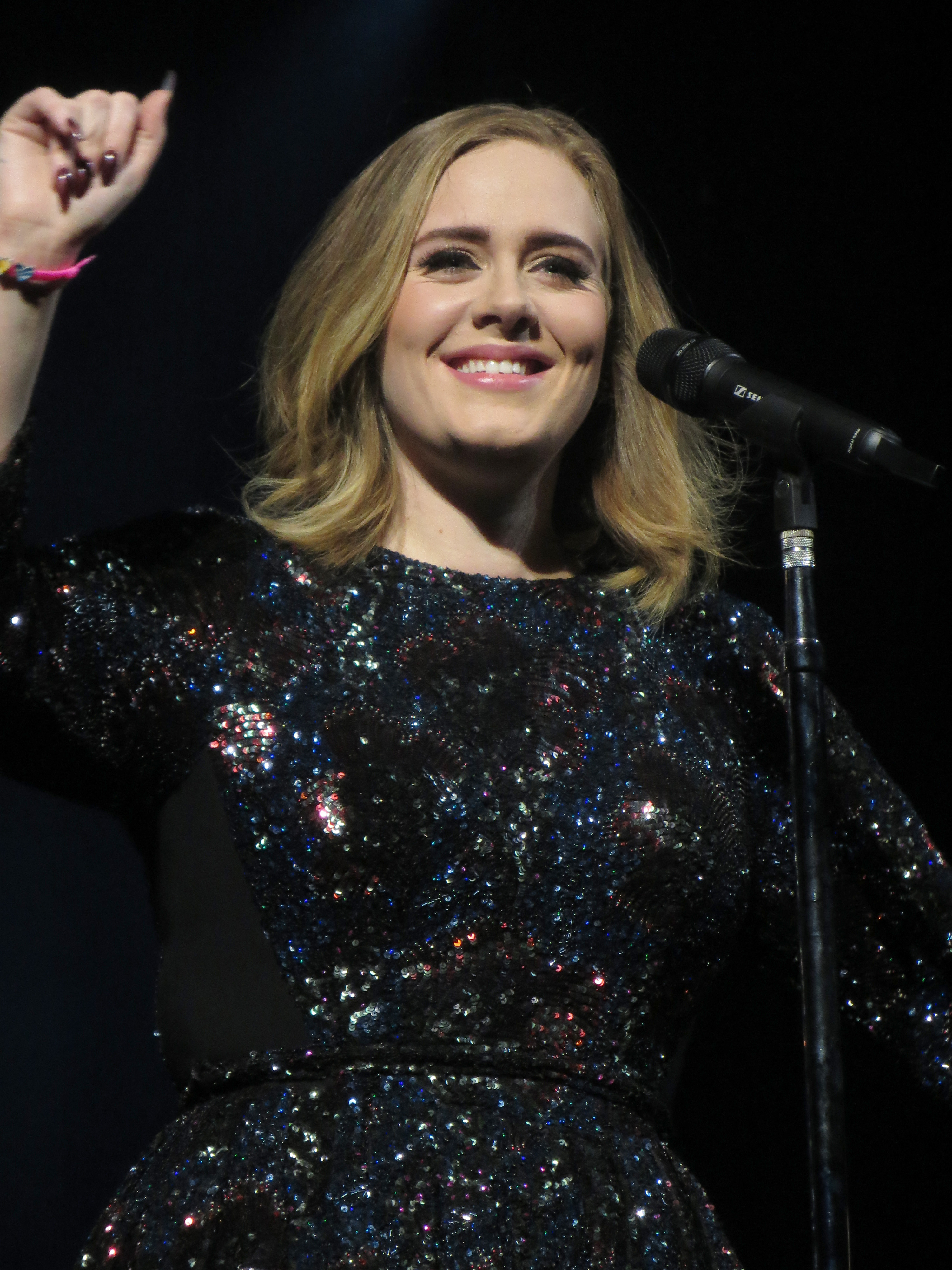
Adele fellépés közben az Adele Live 2016-on

Adele először 2015. november 20-án adta elő a Send My Love (To Your New Lover) című dalt a Joe’s Pubban, a 25 megjelenése alkalmából indított iHeartRadio különkiadáson. A dal Adele harmadik, Adele Live 2016 elnevezésű koncertkörútjának setlistjén szerepelt. Néhány koncert során a dal akusztikus verzióját is előadták. A dalt a Glastonbury 2016-on is előadta 2016. június 25-én.

## Közreműködők
Közreműködők listája a 25 albumfüzete alapján.
Stúdiók
- Felvételek: MXM Studios (Stockholm, Svédország), Eastcote Studios (London, Egyesült Királyság)
- Keverés: MixStar Studio (Virginia Beach, Virginia)

Közreműködők
- Adele – vokál, háttérvokál, dalszerző, gitár
- Max Martin – producer, dalszerző, háttérvokál
- Shellback – producer, dalszerző, programozás, ütőhangszerek
- Michael Ilbert – hangmérnök
- Serban Ghenea – hangkeverés
- John Hanes – keverőmérnök

## Helyezések
| Lista (2015–2021)                       | Legjobb helyezés |
| --------------------------------------- | ---------------- |
| Argentína (Monitor Latino)              | 5                |
| Ausztrália (ARIA)                       | 13               |
| Ausztria (Ö3 Austria Top 40)            | 14               |
| Belgium (Ultratop 50 Flanders)          | 4                |
| Belgium (Ultratop 50 Wallonia)          | 3                |
| Brazília (Billboard Brasil Hot 100)     | 2                |
| Kanada (Canadian Hot 100)               | 10               |
| Kanada AC (Billboard)                   | 1                |
| Kanada CHR/Top 40 (Billboard)           | 4                |
| Kanada Hot AC (Billboard)               | 2                |
| Csehország (Rádio Top 100)              | 7                |
| Csehország (Singles Digitál Top 100)    | 16               |
| Európa Digitális dalok (Billboard)      | 4                |
| Finnország (Latauslista)                | 14               |
| Franciaország (Single Top 100)          | 45               |
| Németország (Media Control Charts)      | 31               |
| Görögország Digitális dalok (Billboard) | 9                |
| Guatemala (Monitor Latino)              | 7                |
| Magyarország (Rádiós Top 40)            | 2                |
| Magyarország (Single Top 40)            | 14               |
| Iceland (RÚV)                           | 1                |
| Írország (IRMA)                         | 7                |
| Izrael (Media Forest)                   | 2                |
| Olaszország (FIMI)                      | 40               |
| Mexikó Rádiós lista (Billboard)         | 15               |
| Hollandia (Top 40)                      | 13               |
| Hollandia (Single Top 100)              | 32               |
| Új-Zéland (Recorded Music NZ)           | 4                |
| Lengyelország (Polish Airplay Top 20)   | 2                |
| Portugália (AFP Top 100 Singles)        | 34               |
| Románia (Media Forest)                  | 7                |
| Skócia (Scottish Singles Top 40)        | 4                |
| Szlovákia (Rádio Top 100)               | 15               |
| Szlovákia (Singles Digitál Top 100)     | 19               |
| Szlovénia (SloTop50)                    | 12               |
| South Africa (RISA)                     | 90               |
| Dél-Korea Nemzetközi lista (Gaon)       | 23               |
| Spanyolország (PROMUSICAE)              | 45               |
| Svédország (Sverigetopplistan)          | 28               |
| Svájc (Schweizer Hitparade)             | 18               |
| Egyesült Királyság (UK Singles Chart)   | 5                |
| Egyesült Királyság (UK Indie Chart)     | 1                |
| US Billboard Hot 100                    | 8                |
| US Adult Contemporary (Billboard)       | 1                |
| US Adult Top 40 (Billboard)             | 1                |
| US Hot Dance Club Songs (Billboard)     | 43               |
| US Dance/Mix Show Airplay (Billboard)   | 15               |
| US Mainstream Top 40 (Billboard)        | 1                |
| US Rock Airplay (Billboard)             | 34               |
| Venezuela English (Record Report)       | 6                |

| Lista (2021)           | Legjobb helyezés |
| ---------------------- | ---------------- |
| Global 200 (Billboard) | 79               |

| Lista (2016)                                 | Helyezés |
| -------------------------------------------- | -------- |
| Argentína (Monitor Latino)                   | 9        |
| Ausztrália (ARIA)                            | 45       |
| Ausztria (Ö3 Austria Top 40)                 | 55       |
| Belgium (Ultratop Flanders)                  | 29       |
| Belgium (Ultratop Wallonia)                  | 14       |
| Brazília (Brasil Hot 100)                    | 17       |
| Kanada (Canadian Hot 100)                    | 29       |
| Magyarország (Rádiós Top 40)                 | 31       |
| Magyarország (Single Top 40)                 | 63       |
| Izland (Plötutíðindi)                        | 5        |
| Hollandia (Dutch Top 40)                     | 79       |
| Új-Zéland (Recorded Music NZ)                | 31       |
| Svájc (Schweizer Hitparade)                  | 77       |
| Egyesült Királyság (Official Charts Company) | 53       |
| US Billboard Hot 100                         | 26       |
| US Adult Contemporary (Billboard)            | 12       |
| US Adult Top 40 (Billboard)                  | 2        |
| US Mainstream Top 40 (Billboard)             | 27       |

| Lista (2017)                      | Helyezés |
| --------------------------------- | -------- |
| US Adult Contemporary (Billboard) | 11       |

## Minősítések és eladási adatok
| Régió | Minősítés  | Eladott példányszám |
| --- | ---------- | ------------------- |
| Ausztrália (ARIA) | platina    | 70 000‡             |
| Belgium (BEA) | platina    | 30 000*             |
| Brazília (Pro-Música Brasil)                                                                                            | 2× gyémánt | 500 000‡            |
| Kanada (Music Canada)                                                                                                   | 6× platina | 480 000‡            |
| Dánia (IFPI Denmark) | platina    | 90 000‡             |
| Franciaország (SNEP) | arany      | 100 000‡            |
| Olaszország (FIMI) | platina    | 50 000‡             |
| Mexikó (AMPROFON) | 3× platina | 180 000‡            |
| Új-Zéland (RMNZ) | platina    | 15 000*             |
| Norvégia (IFPI Norway)                                                                                                  | platina    | 60 000‡             |
| Portugália (AFP) | platina    | 10 000‡             |
| Egyesült Királyság (BPI)                                                                                                | 3× platina | 1 800 000‡          |
| Egyesült Államok (RIAA)                                                                                                 | platina    | 1 000 000‡          |
| * Eladási példányszámok kizárólag a minősítés alapján. ‡ Eladási+streaming példányszámok kizárólag a minősítés alapján. |            |                     |

## Megjelenési történet
| Régió            | Dátum             | Formátum                    | Kiadó    | For.    |
| ---------------- | ----------------- | --------------------------- | -------- | ------- |
| Oroszország      | 2016. március 21. | Mainstream rádió            | XL       | [ 151 ] |
| Olaszország      | 2016. május 13.   | Mainstream rádió            | XL       | [ 152 ] |
| Magyarország     | 2016. május 16.   | Digitális letöltés          | XL       | [ 153 ] |
| Egyesült Államok | 2016. május 16.   | Hot AC rádió                | Columbia | [ 9 ]   |
| Egyesült Államok | 2016. május 17.   | Mainstream rádió            | Columbia | [ 10 ]  |
| Egyesült Államok | 2016. június 7.   | Rhythmic contemporary rádió | Columbia | [ 154 ] |

## Fordítás
Ez a szócikk részben vagy egészben  a   Send My Love (To Your New Lover) című angol Wikipédia-szócikk fordításán alapul.  Az eredeti cikk szerkesztőit annak laptörténete sorolja fel. Ez a jelzés csupán a megfogalmazás eredetét és a szerzői jogokat jelzi, nem szolgál a cikkben szereplő információk forrásmegjelöléseként.